# Boyd Morgan
Boyd 'Red' Morgan (Waurika, 24 ottobre 1915 – Tarzana, 8 gennaio 1988) è stato un attore e stuntman statunitense.
Partecipò come attore dal 1936 al 1977 in oltre 110 film e dal 1951 al 1984 in oltre 60 produzioni televisive. È stato accreditato anche con i nomi Red Boyd Morgan e Red Morgan.

## Biografia
Boyd 'Red' Morgan debuttò come attore al cinema a metà degli anni trenta e in televisione agli inizi degli anni cinquanta. Alla sua carriera di interprete affiancò quella di stuntman per produzioni di genere western. Esperto cavallerizzo, fece da controfigura a molte stelle del genere, tra cui John Wayne, dagli anni quaranta alla fine degli anni sessanta, anche in produzioni televisive.
Il grande schermo lo vide interprete, spesso non accreditato, di diversi personaggi minori, spesso in film western, tra cui Joe in Smoky Canyon (1952), Ray in Bill West fratello degli indiani (1953), il sergente Phillips in Le frontiere dei Sioux (1953), il caporale Fleming in L'invasore bianco (1954), Red Dawes in La banda dei dieci (1955), Brad in La prateria senza legge (1955), il sergente Tom Brooks in Operazione Normandia (1956), Burt in Duello a Durango (1957), Gene Tanner in I mastini del West (1960), Luke in The Gambler Wore a Gun (1961), Jakes in I 4 di Chicago (1964), Burr Sandeman in I 4 figli di Katie Elder (1965), Big Jim Seddon in Dollari maledetti (1965), Tex in I pistoleri maledetti (1965) e Fred Carson in Poker di sangue (1968).
Per la televisione interpretò piccoli ruoli e personaggi di supporto, anche come guest star, in decine di serie televisive, in particolare di genere western, tra cui 12 episodi di Le avventure di Rex Rider, otto episodi di Roy Rogers, tre episodi di The Texan, tre episodi di Peter Gunn, tre episodi di Laramie, tre episodi di Tales of Wells Fargo, cinque episodi di Carovane verso il west, tre episodi di Branded, quattro episodi di Il virginiano, quattro episodi di Gunsmoke e cinque episodi di Bonanza.
La sua carriera televisiva terminò con il film per la TV Last of the Great Survivors trasmesso nel 1984. Per quanto riguarda le interpretazioni per il cinema, l'ultima fu quella nel film horror Evil Town (1977), in cui recitò nel ruolo di Vernon Patterson.
Morì a Tarzana, in California, l'8 gennaio 1988.

## Filmografia

### Cinema
- Rose Bowl, regia di Charles Barton (1936)
- Lucky Cisco Kid, regia di H. Bruce Humberstone (1940)
- Yesterday's Heroes, regia di Herbert I. Leeds (1940)
- La fortezza s'arrende (The Fleet's In), regia di Victor Schertzinger (1942)
- La fonte meravigliosa (The Fountainhead), regia di King Vidor (1949)
- Father Was a Fullback, regia di John M. Stahl (1949)
- Il regno del terrore (Reign of Terror), regia di Anthony Mann (1949)
- Trail of the Rustlers, regia di Ray Nazarro (1950)
- La corsara (Buccaneer's Girl), regia di Frederick de Cordova (1950)
- La leggenda dell'arciere di fuoco (The Flame and the Arrow), regia di Jacques Tourneur (1950)
- Blues Busters, regia di William Beaudine (1950)
- Frontier Outpost, regia di Ray Nazarro (1950)
- Lightning Guns, regia di Fred F. Sears (1950)
- Snake River Desperadoes, regia di Fred F. Sears (1951)
- Quel fenomeno di mio figlio (That's My Boy), regia di Hal Walker (1951)
- Il sergente Carver (The Texas Rangers), regia di Phil Karlson (1951)
- Silver Canyon, regia di John English (1951)
- Pelle di rame (Jim Thorpe – All-American), regia di Michael Curtiz (1951)
- Saturday's Hero, regia di David Miller (1951)
- L'assalto delle frecce rosse (Slaughter Trail), regia di Irving Allen (1951)
- Desert of Lost Men, regia di Harry Keller (1951)
- Le rocce d'argento (Silver City), regia di Byron Haskin (1951)
- Smoky Canyon, regia di Fred F. Sears (1952)
- La cavalcata dei diavoli rossi (Flaming Feather), regia di Ray Enright (1952)
- The Last Musketeer, regia di William Witney (1952)
- Laramie Mountains, regia di Ray Nazarro (1952)
- Sound Off, regia di Richard Quine (1952)
- The Rough, Tough West, regia di Ray Nazarro (1952)
- Thundering Caravans, regia di Harry Keller (1952)
- Contrabbando per l'oriente (Cripple Creek), regia di Ray Nazarro (1952)
- Cattle Town, regia di Noel M. Smith (1952)
- La grande sparatoria (The Raiders), regia di Lesley Selander (1952)
- Kidd il pirata (Abbott and Costello Meet Captain Kidd), regia di Charles Lamont (1952)
- Winning of the West, regia di George Archainbaud (1953)
- La ribelle del West (The Redhead from Wyoming), regia di Lee Sholem (1953)
- La donna che volevano linciare (Woman They Almost Lynched), regia di Allan Dwan (1953)
- Il 49º uomo (The 49th Man), regia di Fred F. Sears (1953)
- Il giustiziere (Law and Order), regia di Nathan Juran (1953)
- Il tenente dinamite (Column South), regia di Frederick de Cordova (1953)
- Bill West fratello degli indiani (The Great Sioux Uprising), regia di Lloyd Bacon (1953)
- Mani in alto! (Gun Belt), regia di Ray Nazarro (1953)
- The All American, regia di Jesse Hibbs (1953)
- Per la vecchia bandiera (Thunder Over the Plains), regia di André De Toth (1953)
- Le frontiere dei Sioux (The Nebraskan), regia di Fred F. Sears (1953)
- L'invasore bianco (The Command), regia di David Butler (1954)
- L'assedio di fuoco (Riding Shotgun), regia di André De Toth (1954)
- Una pistola che canta (The Lone Gun), regia di Ray Nazarro (1954)
- Il re dei barbari (Sign of the Pagan), regia di Douglas Sirk (1954)
- La banda dei dieci (Ten Wanted Men), regia di H. Bruce Humberstone (1955)
- Timberjack, regia di Joseph Kane (1955)
- Cinque colpi di pistola (Five Guns West), regia di Roger Corman (1955)
- Sabato tragico (Violent Saturday), regia di Richard Fleischer (1955)
- La prateria senza legge (Robbers' Roost), regia di Sidney Salkow (1955)
- Banditi atomici (Creature with the Atom Brain), regia di Edward L. Cahn (1955)
- Orizzonte di fuoco (Fort Yuma), regia di Lesley Selander (1955)
- I corsari del grande fiume (The Rawhide Years), regia di Rudolph Maté (1956)
- Crime Against Joe, regia di Lee Sholem (1956)
- Il grido di guerra di Nuvola Rossa (Ghost Town), regia di Allen H. Miner (1956)
- La stella spezzata (The Broken Star), regia di Lesley Selander (1956)
- Femmina ribelle (The Revolt of Mamie Stover), regia di Raoul Walsh (1956)
- Operazione Normandia (D-Day the Sixth of June), regia di Henry Koster (1956)
- I diavoli del Pacifico (Between Heaven and Hell), regia di Richard Fleischer (1956)
- Il giro del mondo in 80 giorni (Around the World in Eighty Days), regia di Michael Anderson (1956)
- La pista dei Tomahawks (Tomahawk Trail), regia di Lesley Selander (1957)
- Tamburi di guerra (War Drums), regia di Reginald Le Borg (1957)
- Rivolta a Fort Laramie (Revolt at Fort Laramie), regia di Lesley Selander (1957)
- Duello a Durango (Gun Duel in Durango), regia di Sidney Salkow (1957)
- The Kettles on Old MacDonald's Farm, regia di Virgil W. Vogel (1957)
- I bassifondi del porto (Slaughter on Tenth Avenue), regia di Arnold Laven (1957)
- Giustizia senza legge (Black Patch), regia di Allen H. Miner (1957)
- Squadra narcotici (Hell Bound), regia di William J. Hole Jr. (1957)
- Il marmittone (The Sad Sack), regia di George Marshall (1957)
- I fuorilegge del Colorado (The Dalton Girls), regia di Reginald Le Borg (1957)
- Furia selvaggia - Billy Kid (The Left Handed Gun), regia di Arthur Penn (1958)
- La parete di fango (The Defiant Ones), regia di Stanley Kramer (1958)
- La ragazza del rodeo (Born Reckless), regia di Howard W. Koch (1958)
- L'albero della vendetta (Ride Lonesome), regia di Budd Boetticher (1959)
- Lampi nel sole (Thunder in the Sun), regia di Russell Rouse (1959)
- Date with Death, regia di Harold Daniels (1959)
- La leggenda di Tom Dooley (The Legend of Tom Dooley), regia di Ted Post (1959)
- Il letto racconta... (Pillow Talk), regia di Michael Gordon (1959)
- I ribelli del Kansas (The Jayhawkers!), regia di Melvin Frank (1959)
- I mastini del West (Gunfighters of Abilene), regia di Edward L. Cahn (1960)
- The Amazing Transparent Man, regia di Edgar G. Ulmer (1960)
- Rivolta indiana nel West (Oklahoma Territory), regia di Edward L. Cahn (1960)
- Beyond the Time Barrier, regia di Edgar G. Ulmer (1960)
- Spartacus, regia di Stanley Kubrick (1960)
- La battaglia di Alamo (The Alamo), regia di John Wayne (1960)
- Pugni, pupe e pepite (North to Alaska), regia di Henry Hathaway (1960)
- Cinque pistole (Five Guns to Tombstone), regia di Edward L. Cahn (1960)
- The Gambler Wore a Gun, regia di Edward L. Cahn (1961)
- Cavalcarono insieme (Two Rode Together), regia di John Ford (1961)
- La conquista del West (How the West Was Won), regia di John Ford, Henry Hathaway, George Marshall e Richard Thorpe (1962)
- Pistola veloce (The Quick Gun), regia di Sidney Salkow (1964)
- I 4 di Chicago (Robin and the 7 Hoods), regia di Gordon Douglas (1964)
- Tamburi ad ovest (Apache Rifles), regia di William Witney (1964)
- La grande corsa (The Great Race), regia di Blake Edwards (1965)
- I 4 figli di Katie Elder (The Sons of Katie Elder), regia di Henry Hathaway (1965)
- Dollari maledetti (The Bounty Killer), regia di Spencer Gordon Bennet (1965)
- I pistoleri maledetti (Arizona Raiders), regia di William Witney (1965)
- Il massacro dei Sioux (The Great Sioux Massacre), regia di Sidney Salkow (1965)
- Il nostro agente Flint (Our Man Flint), regia di Daniel Mann (1966)
- Nevada Smith, regia di Henry Hathaway (1966)
- Waco, una pistola infallibile (Waco), regia di R.G. Springsteen (1966)
- Carovana di fuoco (The War Wagon), regia di Burt Kennedy (1967)
- La forza invisibile (The Power), regia di Byron Haskin (1968)
- L'ultimo colpo in canna (Day of the Evil Gun), regia di Jerry Thorpe (1968)
- Che cosa hai fatto quando siamo rimasti al buio? (Where Were You When the Lights Went Out?), regia di Hy Averback (1968)
- Poker di sangue (5 Card Stud), regia di Henry Hathaway (1968)
- La notte dell'agguato (The Stalking Moon), regia di Robert Mulligan (1968)
- Il dito più veloce del West (Support Your Local Sheriff!), regia di Burt Kennedy (1969)
- Il Grinta (True Grit), regia di Henry Hathaway (1969)
- Zabriskie Point, regia di Michelangelo Antonioni (1970)
- Non stuzzicate i cowboys che dormono (The Cheyenne Social Club), regia di Gene Kelly (1970)
- Uomini e cobra (There Was a Crooked Man...), regia di Joseph L. Mankiewicz (1970)
- Il mondo di Alex (Alex in Wonderland), regia di Paul Mazursky (1970)
- Rio Lobo, regia di Howard Hawks (1970)
- Uomini selvaggi (Wild Rovers), regia di Blake Edwards (1971)
- The Soul of Nigger Charley, regia di Larry G. Spangler (1973)
- Vivo quanto basta per ammazzarti! (Santee), regia di Gary Nelson (1973)
- Mezzogiorno e mezzo di fuoco (Blazing Saddles), regia di Mel Brooks (1974)
- Foxy Brown, regia di Jack Hill (1974)
- Gone with the West, regia di Bernard Girard (1975)
- Evil Town, regia di Curtis Hanson, Larry Spiegel, Peter S. Traynor e Mohammed Rustam (1977)

### Televisione
- The Adventures of Kit Carson – serie TV, episodio 1x02 (1951)
- Le avventure di Rex Rider (The Range Rider) – serie TV, 12 episodi (1951-1952)
- Gianni e Pinotto (The Abbott and Costello Show) – serie TV, episodio 1x25 (1953)
- Roy Rogers (The Roy Rogers Show) – serie TV, 8 episodi (1952-1953)
- Cisco Kid (The Cisco Kid) – serie TV, episodi 4x06-4x13 (1953)
- Le avventure di Gene Autry (The Gene Autry Show) – serie TV, episodio 4x03 (1954)
- Annie Oakley – serie TV, episodi 2x05-2x17 (1954-1955)
- TV Reader's Digest – serie TV, episodio 1x01 (1955)
- Sky King – serie TV, episodio 2x17 (1956)
- Schlitz Playhouse of Stars – serie TV, episodio 6x01 (1956)
- Soldiers of Fortune – serie TV, episodio 2x03 (1956)
- The Adventures of Dr. Fu Manchu – serie TV, episodio 1x10 (1956)
- Studio 57 – serie TV, episodio 3x15 (1957)
- Panico (Panic!) – serie TV, episodio 1x12 (1957)
- Playhouse 90 – serie TV, episodio 2x16 (1957)
- Mike Hammer – serie TV, episodio 2x33 (1958)
- Jane Wyman Presents The Fireside Theatre – serie TV, episodio 3x16 (1958)
- General Electric Theater – serie TV, episodio 6x21 (1958)
- Colt.45 – serie TV, episodio 1x23 (1958)
- Perry Mason – serie TV, episodio 1x38 (1958)
- The Restless Gun – serie TV, episodio 2x07 (1958)
- Cimarron City – serie TV, episodi 1x04-1x09 (1958)
- The Californians – serie TV, 4 episodi (1957-1958)
- Boots and Saddles – serie TV, 9 episodi (1957-1958)
- Yancy Derringer – serie TV, episodi 1x06-1x19 (1958-1959)
- The Texan – serie TV, episodi 1x23-1x34-2x08 (1959)
- Furia (Fury) – serie TV, episodio 5x08 (1959)
- Disneyland – serie TV, episodi 5x23-6x25 (1959-1960)
- Mr. Lucky – serie TV, episodio 1x25 (1960)
- Peter Gunn – serie TV, episodi 1x08-2x01-2x34 (1958-1960)
- Not for Hire – serie TV, episodio 1x33 (1960)
- I racconti del West (Dick Powell's Zane Grey Theater) – serie TV, episodio 5x01 (1960)
- Laramie – serie TV, episodi 1x29-1x31-2x06 (1960)
- The Westerner – serie TV, episodio 1x05 (1960)
- Pony Express – serie TV, episodi 1x01-1x02-1x06 (1960)
- Lassie – serie TV, episodio 7x18 (1961)
- Bronco – serie TV, episodi 3x05-3x06 (1961)
- Le leggendarie imprese di Wyatt Earp (The Life and Legend of Wyatt Earp) – serie TV, episodi 1x30-6x25 (1956-1961)
- The Rebel – serie TV, 7 episodi (1960-1961)
- Whispering Smith – serie TV, episodio 1x14 (1961)
- The Tall Man – serie TV, episodi 1x17-2x13 (1961)
- Have Gun - Will Travel – serie TV, 5 episodi (1958-1961)
- Frontier Circus – serie TV, episodi 1x05-1x10 (1961)
- Shotgun Slade – serie TV, episodio 2x30 (1961)
- Ripcord – serie TV, episodio 1x11 (1961)
- Lawman – serie TV, episodi 3x10-4x17 (1960-1962)
- Tales of Wells Fargo – serie TV, episodi 5x31-6x20-6x21 (1961-1962)
- Maverick – serie TV, 6 episodi (1957-1962)
- Cheyenne – serie TV, episodi 3x07-7x08 (1957-1962)
- Dakota (The Dakotas) – serie TV, episodi 1x02-1x16 (1963)
- Destry – serie TV, episodi 1x02-1x07 (1964)
- Carovane verso il west (Wagon Train) – serie TV, 5 episodi (1959-1964)
- Gli uomini della prateria (Rawhide) – serie TV, episodi 4x17-7x07 (1962-1964)
- Branded – serie TV, episodi 1x12-1x14-2x23 (1965-1966)
- Daniel Boone – serie TV, episodio 2x24 (1966)
- Selvaggio west (The Wild Wild West) – serie TV, episodio 1x22 (1966)
- Laredo – serie TV, episodio 1x29 (1966)
- Lucy Show (The Lucy Show) – serie TV, episodio 5x10 (1966)
- Batman – serie TV, episodi 2x42-2x43-2x44 (1967)
- Hondo – serie TV, episodi 1x02-1x03-1x04 (1967)
- Ironside – serie TV, episodio 1x12 (1967)
- Cimarron Strip – serie TV, episodi 1x02-1x08-1x16 (1967-1968)
- Gli invasori (The Invaders) – serie TV, episodio 2x22 (1968)
- Il grande teatro del west (The Guns of Will Sonnett) – serie TV, episodio 2x08 (1968)
- Mod Squad, i ragazzi di Greer (The Mod Squad) – serie TV, episodi 1x03-1x20-2x03 (1968-1969)
- Il virginiano (The Virginian) – serie TV, 4 episodi (1963-1969)
- Ai confini dell'Arizona (The High Chaparral) – serie TV, episodi 2x15-3x06 (1969)
- Lancer – serie TV, episodio 2x15 (1970)
- Mannix – serie TV, episodio 4x24 (1971)
- Due onesti fuorilegge (Alias Smith and Jones) – serie TV, episodio 1x12 (1971)
- Un vero sceriffo (Nichols) – serie TV, episodio 1x08 (1971)
- Gunsmoke – serie TV, 4 episodi (1971-1972)
- Bonanza – serie TV, 4 episodi (1960-1972)
- Hec Ramsey – serie TV, episodio 1x02 (1972)
- Here's Lucy – serie TV, 4 episodi (1970-1974)
- Kung Fu – serie TV, episodi 1x00-3x15 (1972-1975)
- Capitani e Re (Captains and the Kings) – miniserie TV (1976)
- Quincy (Quincy M.E.) – serie TV, episodio 3x16 (1978)
- Last of the Great Survivors – film TV (1984)

## Doppiatori italiani
Nelle versioni in italiano delle opere in cui ha recitato, Boyd Morgan è stato doppiato da:
- Cesare Polacco in La corsara
- Gianni Bertoncin ne Il Grinta
- Gino Pagnani ne Il Grinta